# B' Katīgoria 2005-2006
L'edizione 2005-2006 della B' Katīgoria vide la vittoria finale dell'AEP Paphos.

## Formula
Le 14 squadre partecipanti hanno disputato il campionato incontrandosi in due gironi di andata e ritorno, per un totale di 26 giornate. Erano previste tre retrocessioni e tre promozioni.

## Classifica finale
|  |    | Classifica finale     | G  | V  | N  | P  | GF | GS | Dif | Pt |
|  | -- | --------------------- | -- | -- | -- | -- | -- | -- | --- | -- |
|  | 1  | AEP Paphos            | 26 | 17 | 6  | 3  | 69 | 23 | +46 | 57 |
|  | 2  | Arīs Limassol         | 26 | 18 | 2  | 6  | 66 | 36 | +30 | 56 |
|  | 3  | Agia Napa             | 26 | 14 | 6  | 6  | 48 | 27 | +21 | 48 |
|  | 4  | Alkī Larnaca          | 26 | 12 | 5  | 9  | 48 | 34 | +14 | 41 |
|  | 5  | Omonia Aradippou      | 26 | 9  | 10 | 7  | 33 | 29 | +4  | 37 |
|  | 6  | MEAP Nīsou            | 26 | 9  | 9  | 8  | 38 | 36 | +2  | 36 |
|  | 7  | Doxa Katōkopias       | 26 | 8  | 11 | 7  | 37 | 30 | +7  | 35 |
|  | 8  | Chalkanoras Idaliou   | 26 | 9  | 7  | 10 | 37 | 35 | +2  | 34 |
|  | 9  | Anagennīsī Deryneia   | 26 | 9  | 5  | 12 | 39 | 47 | -8  | 32 |
|  | 10 | Onīsilos Sōtīra       | 26 | 8  | 8  | 10 | 33 | 42 | -9  | 32 |
|  | 11 | Īraklīs Gerolakkou    | 26 | 8  | 7  | 11 | 33 | 50 | -17 | 29 |
|  | 12 | Elpida Xylophagou     | 26 | 8  | 3  | 15 | 27 | 44 | -17 | 27 |
|  | 13 | Ethnikos Assia        | 26 | 7  | 5  | 14 | 41 | 50 | -9  | 26 |
|  | 14 | S.E.K. Ay. Athanasiou | 26 | 1  | 6  | 19 | 19 | 85 | -66 | 9  |

G = Partite giocate; V = Vittorie; N = Nulle/Pareggi; P = Perse; GF = Goal fatti; GS = Goal subiti; DIF = Differenza reti;

### Verdetti
- AEP Paphos, Aris Limassol e Ayia Napa promossi in Divisione A.
- Elpida Xylofagou, Ethnikos Assia e S.E.K. Ay. Athanasiou retrocesse in Terza Divisione.